# 4745 Nancymarie
4745 Nancymarie este un asteroid din centura principală, descoperit pe 9 iulie 1989 de Henry Holt.